# Shorea laxa
Shorea laxa (tiếng Anh thường gọi là Yellow Meranti) là một loài thực vật thuộc họ Dipterocarpaceae. Loài này có ở Brunei và Malaysia.